# Lucas Glacier
Lucas Glacier är en glaciär i Sydgeorgien och Sydsandwichöarna (Storbritannien). Den ligger i den nordvästra delen av Sydgeorgien och Sydsandwichöarna. Lucas Glacier ligger 65 meter över havet.
Terrängen runt Lucas Glacier är kuperad åt sydväst, men åt nordost är den platt. Havet är nära Lucas Glacier norrut. Trakten runt Lucas Glacier är nära nog obefolkad, med mindre än två invånare per kvadratkilometer. Det finns inga samhällen i närheten. Trakten runt Lucas Glacier består i huvudsak av gräsmarker.